# Arapuá-vermelha
Trigona dallatorreana (nomes comuns: abelha-do-milho, arapuá-vermelha ou sicae-amarilla-chica) é uma abelha social da tribo dos meliponíneos.